# Liste der denkmalgeschützten Objekte in Pasching
Die Liste der denkmalgeschützten Objekte in Pasching enthält die 7 denkmalgeschützten, unbeweglichen Objekte der Gemeinde Pasching in Oberösterreich (Bezirk Linz-Land).

## Denkmäler
| Foto |                 | Denkmal                                                                                                 | Standort                                   | Beschreibung | Metadaten |
| ---- | --------------- | --- | ------------------------------------------ | --- | --- |
| ja   | Datei hochladen | Kindergarten und Pfarrhof HERIS-ID: 82793 Objekt-ID: 96638                                              | Kirchengasse 2 Standort KG: Pasching       | Der Kindergarten entstand 1970 nach Plänen von Ernst Hiesmayr als letztes Bauwerk der Seelsorgeanlage Langholzfeld. | BDA-Hist.: Q38179275 Status: § 2a Stand der BDA-Liste: 2025-06-30 Name: Kindergarten und Pfarrhof GstNr.: 1785/116                                                                                    |
| ja   | Datei hochladen | Kath. Pfarrkirche hl. Kreuz, Langholzfeld HERIS-ID: 82790 Objekt-ID: 96635                              | Kirchengasse 2 Standort KG: Pasching       | Die Heilig-Kreuz-Kirche wurde von Ernst Hiesmayr geplant und 1967 eingeweiht. Günter Rombold war für die künstlerische Leitung verantwortlich. Der von Bildhauer Karl Prantl mit einer „weichen, bewegten“ Oberfläche gestaltete Altar fand nicht die Zustimmung des bischöflichen Ordinariats. Erst nachdem der Altar mit einer ebene Platte abgedeckt wurde, erfolgte die Weihe durch den Bischof. Diese Abdeckplatte durfte 1995 entfernt werden. | BDA-Hist.: Q23541821 Status: § 2a Stand der BDA-Liste: 2025-06-30 Name: Kath. Pfarrkirche hl. Kreuz, Langholzfeld GstNr.: 1785/116                                                                    |
| ja   | Datei hochladen | Friedhofskirche, alte Pfarrkirche hl. Johannes der Täufer und Friedhof HERIS-ID: 25452 Objekt-ID: 21880 | Schulstraße Standort KG: Pasching          | Die Kirche ist Johannes dem Täufer geweiht und entstand um 1500. Sie hat ein zweischiffiges kreuzrippengewölbtes Langhaus mit 2 Jochen und einen Chor mit Fünfachtelschluss. Der Turm im Westen hat ein Satteldach. Die Einrichtung der Kirche ist neugotisch. Bemerkenswert sind die 4 Glasfenster aus dem 15. Jahrhundert. Sie zeigen die hll. Stephan, Lorenz, Anton Eremit und vermutlich Pfarrer Johann Sigurd Gois. Die Kirche wird seit Fertigstellung der neuen Pfarrkirche als Aufbahrungshalle verwendet. | BDA-Hist.: Q21864334 Status: § 2a Stand der BDA-Liste: 2025-06-30 Name: Friedhofskirche, alte Pfarrkirche hl. Johannes der Täufer und Friedhof GstNr.: .36, 32/3 Sankt Johannes der Täufer (Pasching) |
| ja   | Datei hochladen | Neue Pfarrkirche hl. Johannes HERIS-ID: 103582 Objekt-ID: 120091                                        | Standort KG: Pasching                      | Die dem hl. Johannes dem Täufer geweihte Kirche wurde 1980 fertiggestellt. Sie wurde nach Plänen vom Linzer Dombaumeister Gottfried Nobl errichtet. Die künstlerische Gesamtleitung hatte Günter Rombold. | BDA-Hist.: Q23541748 Status: § 2a Stand der BDA-Liste: 2025-06-30 Name: Neue Pfarrkirche hl. Johannes GstNr.: 30                                                                                      |
| ja   | Datei hochladen | Pfarrhof HERIS-ID: 25453 Objekt-ID: 21881                                                               | Schulstraße 15 Standort KG: Pasching       | Der Pfarrhof von Pasching wurde 1907 vom örtlichen Pfarrgründungsverein erbaut und am 31. Dezember 1907 vom ersten Pfarrer des Ortes bezogen. | BDA-Hist.: Q37893948 Status: § 2a Stand der BDA-Liste: 2025-06-30 Name: Pfarrhof GstNr.: .170 |
| ja   | Datei hochladen | Pfarrzentrum HERIS-ID: 82792 Objekt-ID: 96637                                                           | Josef Gangl-Straße 1 Standort KG: Pasching | Die erste Etappe beim Bau der Seelsorgeanlage Langholzfeld war von 1963 bis 1964 die Errichtung von Pfarrhof, Pfarrheim und Pfarrsaal. Die architektonische Gestaltung lag in den Händen von Ernst Hiesmayr. | BDA-Hist.: Q38179265 Status: § 2a Stand der BDA-Liste: 2025-06-30 Name: Pfarrzentrum GstNr.: 1785/116, 1785/118                                                                                       |
| ja   | Datei hochladen | Jungsteinzeitliche Siedlung HERIS-ID: 112150 Objekt-ID: 130204seit 2014                                 | Standort KG: Pasching                      | Im Zuge der Errichtung eines Parkplatzes wurden archäologische Grabungen durchgeführt. Dabei fanden die Forscher Nachweise auf eine jungsteinzeitliche Siedlung aus dem 6. Jahrtausend vor Christus. In Lehmentnahmegruben befanden sich Scherben von Linearbandkeramiken und verschiedene Steinartefakte. Im Nordosten des untersuchten Gebietes stieß man auf vier bronzezeitliche Gräber mit Grabbeigaben. In einem Männergrab entdeckte man eine Gewandnadel, einen Meißel und einen bronzenen Dolch. Zudem konnte noch ein römerzeitliches Gefäßfragment gefunden werden. Die Grundstücke werden derzeit (2015) landwirtschaftlich und als Parkplatz genutzt. | BDA-Hist.: Q37828828 Status: § 9-Feststellung Bodendenkmal Stand der BDA-Liste: 2025-06-30 Name: Jungsteinzeitliche Siedlung GstNr.: 754/1                                                            |